# Begonia cylindrica
Begonia cylindrica là một loài thực vật có hoa trong họ Thu hải đường. Loài này được D.R.Liang & X.X.Chen mô tả khoa học đầu tiên năm 1993.